# Manuel De Luca
Manuel De Luca, né le 17 juillet 1998 à Bolzano en Italie, est un footballeur italien qui évolue au poste d'avant-centre à l'US Cremonese.

## Biographie

### Débuts professionnels
Né à Bolzano en Italie, Manuel De Luca est formé par le club de sa ville natale, le FC Südtirol. Il rejoint ensuite le Torino FC.
Le 28 juillet 2018, il est prêté à l'US Alexandrie pour une saison. Il inscrit avec cette équipe dix buts en Serie C lors de la saison 2018-2019.
Le 17 juillet 2019, Manuel De Luca est prêté pour une saison au Virtus Entella.

### Chievo Vérone
Le 22 septembre 2020, Manuel De Luca s'engage au Chievo Vérone. Le 26 septembre suivant, il réalise sa première apparition avec le Chievo, lors de la première journée de la saison 2020-2021 de Serie B face à Delfino Pescara 1936. Il entre en jeu à la place de Michael Fabbro (en), et les deux équipes se neutralisent. Il inscrit avec le Chievo six buts en Serie B lors de la saison 2020-2021.

### Sampdoria et Pérouse
Recruté par la Sampdoria Gênes le 12 août 2021 pour un contrat courant jusqu'en juin 2025, il est prêté dans la foulée à l'AC Pérouse. Il est l'auteur d'une saison pleine avec Pérouse, marquant un total de 10 buts et délivrant 3 passes décisives en 34 matchs joués.
Lors de l'été 2022, De Luca est intégré à l'équipe première de la Sampdoria et il joue son premier match pour le club le 13 août 2022, lors de la première journée de la saison 2022-2023 de Serie A, contre l'Atalanta Bergame Calcio. Il entre en jeu à la place de Francesco Caputo et son équipe s'incline (0-2 score final).